# Eugenia cacuminoides
Eugenia cacuminoides är en myrtenväxtart som beskrevs av Rafaël Herman Anna Govaerts. Eugenia cacuminoides ingår i släktet Eugenia och familjen myrtenväxter. Inga underarter finns listade i Catalogue of Life.